# Jacob Millman
Jacob Millman (Novohrad-Volynskyi, Ucrania, 1911-Longboat Key, 22 de mayo de 1991) fue profesor universitario de Ingeniería eléctrica en la Universidad de Columbia.
Millman recibió el Doctorado en el MIT en 1935. Se unió a la Universidad de Columbia en 1951, y se retiró en 1975. Desde 1941 hasta 1987, Millman escribió ocho libros sobre electrónica. Su obituario fue publicado en el New York Times el 24 de mayo de 1991.
El Principio de Millman (también conocido como el teorema del generador paralelo) se llama así en su honor.
Recibió la Medalla de Educación del IEEE en 1970.